# Guigang
Guigang (chiń. 贵港; pinyin Guìgǎng) – W październiku 1995 r. został zatwierdzony przez Radę Państwa jako miasto na poziomie prefektury w południowych Chinach, w regionie autonomicznym Kuangsi. W 2019 roku liczba mieszkańców miasta wynosiła w przybliżeniu 864 577. Prefektura miejska w 2017 roku liczyła 5 557 100 mieszkańców, a gęstość zaludnienia wynosi w przybliżeniu 413 osoby na kilometr kwadratowy. Od starożytności Guigang sadził kwiaty lotosu i stąd się wzięła nazwa Guigang, „rodzinne miasto kwiatów lotosu”. Guigang uzyskało certyfikat niemiecko-chińskiego eko-miasta w 2019 roku.

## Geografia i klimat
Guigang znajduje się we wschodniej części Guangxi. Znajduje się pomiędzy pięcioma głównymi miastami Guangxi: Nanning, Guilin, Liuzhou, Beihai i Wuzhou. Jego lokalizacja sprawia, że jest ważnym węzłem komunikacyjnym i biznesowym, łączącym środkowe Chiny z południem, szczególnie Hongkong i Makau. Guigang ma linię kolejową, kilka głównych autostrad, drogę ekspresową, a przede wszystkim duży port na rzece Xi.
Klimat jest subtropikalny i monsunowy. Klimat w mieście Guigang jest umiarkowanie ciepły. Średnia roczna temperatura w mieście Guigang wynosi 21,9 °C. Lipiec jest najcieplejszym miesiącem roku. Średnia temperatura w lipcu wynosi 29,0 °C. Styczeń ma najniższą średnią temperaturę w ciągu roku. Wynosi ona 12,9 °C.
W mieście Guigang występują znaczne opady deszczu przez cały rok. Roczna suma opadów wynosi 1469 mm. Najsuchszym miesiącem jest listopad, średnia opadów wynosi 38 mm. największe opady występują w maju, średnia opadów wynosi 258 mm.

## Administracja
Guigang ma 1 miasto na poziomie powiatu, 3 dzielnice miejskie i 1 hrabstwo.
Dzielnice miejskie:
Dzielnica Gangbei (港北区)
Dzielnica Gangnan (港南区)
Dystrykt Qintang (覃塘区)
Miasto na poziomie powiatu:
Guiping (桂平市)
Hrabstwo:
Pingnan (平南县)

## Transport

### Transport publiczny
Transport publiczny jest jednym z powszechnych środków transportu dla ludności miasta Guigang.
Po mieście Guigang pierwsze autobusy rozpoczynają jeździć o 6:40, a ostatnie autobusy kończą o 22:00. Po ukończeniu zmiany rannych autobusów zaczynają jeździć wieczorne w godzinach od 20:30 do 23:30.
W mieście znajduje się również autobus dojeżdżający bezpośrednio na lotnisko w Nanning, czas dojazdu z Guigang na lotnisko Nanning zajmuje średnio 2 godziny i 30 minut.

### Transport kolejowy
Ważnym węzłem komunikacyjnym Guigang jest kolej szybkich prędkości z Nanning do Guangzhou, oddana do użytku w 2014 roku. Podróż z Guigang do Nanning trwa zaledwie 1 godzinę, a z Guigang do Guangzhou można dojechać w niespełna 2,5 godziny.

### Transport wodny
Port Guigang znajduje się w środkowej części magistrali żeglugowej Xijiang. Jest podzielony na trzy porty: Port Centralny, Port Guiping i Port Pingnan. W 2020 roku przeładunki portu Guigang przekroczyły 100 mln ton, osiągając 105,52 mln ton. Obecnie port jest obsługiwany przez 3000 tonowych statków przez cały rok, a statek kontenerowy realizuje „codzienną zmianę”. Z pomocą „wodnej autostrady” Xijiang logistyka portu Guigang obejmuje deltę Rzeki Perłowej, Yungui i inne miejsca oraz przeładowuje towary do Dalian, Szanghaju, Fuzhou i innych głównych portów w kraju i Azji Południowo-Wschodniej.

## Środowisko

### Woda
Zgodnie z monitoringiem departamentu ochrony środowiska jakość wody w Guigang jest bardzo dobra. Według jurysdykcji wydanej w 2018 w Guigang znajduje się 5 sekcji oceny jakości wód powierzchniowych, które są lepsze od standardów klasy III.

## Gospodarka
W 2015 r. Guigang ustanowił koncepcję „Silnego przemysłowego miasta”. W tym samym roku również wprowadzono 176 nowych projektów, a największa kontraktowa inwestycja wyniosła 57,95 mld juanów.
PKB w roku 2015 wynosił 86,530 miliardów CNY
PKB w roku 2016 wynosił 95,876 miliardów CNY
PKB w roku 2017 wynosił 108,218 miliarda CNY
PKB w roku 2018 wynosił 116,988 miliarda CNY
PKB w roku 2019 wynosił 125,753 miliarda CNY

PKB w roku 2020 wynosił 135,273 miliarda CNY

## Miasta partnerskie
- Korea Południowa: Dystrykt Guro w Seul (Od 18 lipca 2012 roku)[15]
- Tajlandia: Nakhon Si Thammarat (Od 9 września 2016 roku)[16]
- Filipiny: Zamboanga (Od 24 października 2016 roku)[17]